# Ђалдово
Ђалдово (пољ. Działdowo) град је у Пољској у Војводству варминско-мазурском. По подацима из 2012. године број становника у месту је био 21 589.

## Становништво
| 2012.  |
| ------ |
| 21 589 |

## Партнерски градови
- Hersfeld-Rotenburg